# The Noite com Danilo Gentili
The Noite com Danilo Gentili es un late-night talk show brasileño presentado por el comediante Danilo Gentili en el SBT, habiendo estrenado a la medianoche del día 10 de marzo de 2014. El programa, desde entonces, superó todas las expectativas del canal osasquense con una excelente audiencia y gran repercusión en la mídia local e internacional. La atracción se origina del talk show Agora É Tarde, el cual Gentili creó y comandaba hasta su salida de la Bandeirantes.

## Historia

### Transición
En el fin de 2013, la Rede Bandeirantes, que pasaba por una reestructuración financiera, acabó disminuyendo el tiempo y el equipo del Agora É Tarde, el cual Danilo Gentili comandaba en la emisora, como una forma de contención de gastos. El programa, entonces, perdería un día de exhibición para una reprise de los mejores momentos de la semana de la atracción. Eso generó una insatisfacción en el elenco, que al recibir una propuesta que haría con que el programa ganara más un día de exhibición y aumentara el equipo, del SBT, decidieron romper con la Bandeirantes y firmar con la nueva emisora.
Del equipo original del Agora É Tarde, sólo el humorista Marcelo Mansfield decidió continuar como contratado de la Bandeirantes. Mansfield justificó que optó en continuar en la Band por nunca haber quebrado un contrato durante su carrera y que no iría a integrar el equipo del programa sin toda su formación original.

### Nombre
Inicialmente, según la web de la revista Caras, el nombre de la atracción sería Jô Soares Onze e Meia com Danilo Gentili, el cual tenía como finalidad homenajear Jô Soares con una referencia al título del programa Jô Soares Once e Meia, que fue presentado durante 11 años por Jô en el SBT y que siempre fue motivo hazmerreír por su título, ya que nunca entraba en el aire en este horario. Posteriormente, a pesar de Danilo Gentili confirme Jô Soares Onze e Meia com Danilo Gentili como el posible nombre de la atracción, la asesoría de prensa del SBT negó que ese sería el título, además de haber dicho que había tres posibles nombres para el programa, los cuales no hacían referencia alguna la Jô Suenes. Por fin, fue revelado que esto no se pasaba de una brincadeira hecha por Gentili, que confirmó tal hecho en sus perfiles en las redes sociales.
El día siguiente, el comediante aseguró al UOL, portal que abriga la web de la revista Caras, que el nombre del programa sería The Noche con Danilo Gentili. El nombre es un trocadilho hecho con el sonido de la palabra inglesa "The", que posee el mismo sonido de la palabra portuguesa "De", haciendo, de este modo, "The Noite" sonar como "De Noite".
Según el periodista Daniel Castro, que publica el sitio Noticias da TV, el título del programa en nombre de Jô Soares no fue acepto por la dirección de la emisora por temer que él iría a alejar los anunciantes. En entrevista al periódico Extra, Jô mostró apoyar el nombre, diciendo que lo veía como un homenaje, sin embargo, cuando preguntado se autorizaría, desconversou diciendo: "No fue eso que usted me preguntó inicialmente".

### Divulgación

#### Teasers
A partir del día 2 de febrero de 2014, el SBT pasó la veicular en su programación llamadas para anunciar el programa. En el primero teaser, el cual no contenía muchos detalles sobre la transmisión y ni al menos el nombre del late-night, Danilo Gentili dirige un camión de cambios por la vía Anhanguera rumbo a la nueva emisora, dejando para tras la productora Juliana Oliveira. La corta llamada hace una referencia al seriado mexicano El Chavo del Ocho, considerado icono de la emisora, con un muñeco colgado en el interior del vehículo, y tiene como sonido de fondo la música Nós Vamos Invadir Sua Praia, de la banda Ultraje a Rigor, responsable por la trilha sonora de la atracción, que también dejó la Band rumbo al SBT.
El día 10 de febrero de 2014, dos llamadas del nuevo programa vaciaron, siendo que estaban previstas para ir al aire en otra ocasión. En uno de los teasers, la banda Ultraje a Rigor y los humoristas Murilo Couto y Léo Lins son desembalados de una caja de cambio. La productora Juliana Oliveira, entonces, abre la caja en que está Danilo Gentili con su tradicional "uniforme" de presentador: el terno y corbata. Ya en la segunda llamada , el humorista hace un chiste con Sabrina Sato, teniendo la participación de una sósia de la apresentadora, que también dejó la Band, esta vez rumbo a la Rede Record. Danilo llegó hasta a juguetear con la fuga creando un nuevo teaser, donde él hace un "pronunciamento oficial" para hablar sobre el imprevisto y mostrar que, a partir de aquel momento, sus cintas estarían muy bien guardadas.

#### Banners
Para divulgar el programa en revistas y periódicos de gran circulación, el SBT creó banners promocionales que mostraban los integrantes del talk show en diversas situaciones inusitadas, los cuales fueron tratados como gran innovación. Los banners también fueron colocados en locales públicos de mucho movimiento, siendo que uno de los anuncios muestra la asistente de escenario Juliana Oliveira cargando una caja de cambio con Gentili en su interior.
Luego después, la emisora promovió una acción nuevamente tratada como innovadora al colocar para circular en la capital paulista, entre los días 6, 7 y 8 de marzo, camiones de cambio con los banners promocionales del late-night en suyas laterales. Los camiones, que estaban totalmente "envelopados" con comunicación especial del programa, tomaron las calles de la ciudad y despertaron la curiosidad del público.
El canal siguió divulgando la atracción, esta vez con un gigantesco banner que simulaba el escenario del programa, el cual fue colocado en un panel dentro de la estación paulista del Metro de São Paulo. Allá se encontraba también una poltrona azul, semejante a la vista en el programa, que daba al público la posibilidad de sentar y quitar una foto como entrevistado de Danilo. La instalación quedó en el local durante una semana.

### Estrena
En el programa de estrena, el equipo pasó por varios programas del SBT, comenzando con Danilo Gentili en el Máquina da Fama, Murilo Couto vestido como una de las Chiquititas, Léo Lins en el programa Eliana, Juliana Oliveira en el Casos de Familia, en el cual formó parte del tema "Yo me prostituía para comer x-búrguer", en referencia a una confesión de una participante del programa Você na TV de João Kléber en la RedeTV!, y los integrantes de la banda Ultraje a Rigor en los programas A Praça É Nossa, Programa do Ratinho, Programa Raul Gil y en el cuadro Passa ou Repasa, del Domingo Legal, además de un pasaje por el programa infantil Bom Dia & Companhia. Al llegar en los estudios del The Noite, el elenco se encontró con el antiguo escenario del programa Jô Soares Onze e Meia, un homenaje la Jô Suenes, que presentó el programa durante años en el mismo rango de horario. El estudio estaba todo empolvado y lleno de telarañas cuando el humorista Ivo Holanda gritó de la platea que esta era una pegadinha del SBT. Después de esto, el escenario del programa fue presentado para el público. El programa también jugueteó con el desistimiento de Marcelo Mansfield, que resolvió no ir para el SBT con los compañeros y permaneció en la Bandeirantes. En dada escena, el apresentador recibió un SMS que decía: "El véio pulou fuera del barco". Luego después, al buscarlo en el Retiro de los Artistas (hogar para los artistas de edad avanzada), Léo Lins encuentra el actor Marcos Oliver seminu. Marcelo no siguió con el restante del equipo por cuenta del contrato que él tenía con la Band hasta el final de 2015. En el The Noite, Diguinho Coruja es quien va a hacer el papel de Marcelo. Lo primero entrevistado fue el humorista y actor Fábio Porchat, que hizo una piada sobre la Parafernalha, canal de humor del YouTube perteneciente al también humorista y actor Felipe Neto, que criticó el entrevistado por el Twitter. Porchat fue cuestionado sobre la polémica de un vídeo del Porta dos Fundos que hace críticas a policías corruptos, pasando a ser amenazado. Mientras respondía, Porchat, que ya había pre-grabado otros segmentos en el programa, termina, teatralmente, llevando un tiro de alguien en la platea, siendo que el blanco era Danilo y el atirador era argentino, una referencia al actual director de programación de la Band, Diego Guebel, uno de los ejecutivos de la productora televisiva Eyeworks, que produce el Agora É Tarde. A finales del programa, Danilo Gentili fue alzado al aire vestido de rey, siendo malhado por la producción y por la platea.

#### Repercusión
El programa causó una gran repercusión en las redes sociales, sorprendiendo el público con el nuevo y sofisticado escenario, que generó comentarios de Danilo, osando al decir ya en el comienzo del programa que estaba muy feliz por ahora poder tener "libre creación" y hacer el programa "de su jeito", alfinetando el equipo de la Band, con quien trabajaba en el Agora É Tarde. Durante la entrevista con Fábio Porchat, el locutor y estreante de la nueva trupe Diguinho Coruja hizo una piada referente al sobrenome del entrevistado, preguntándole se podría "Por té" en su taza, con la clara intención de ser sin gracia. Después de la piada, Gentili preguntó para Fábio si aún había una vacante en el elenco del Porta dos Fundos para Diguinho, que rió e ironizó diciendo que iría a llevarle para la Parafernalha. Inmediatamente, Felipe Neto se mostró incomodado en su Twitter con el comentario del comediante. El asunto acabó quedando entre los más comentados en los Trending Topics del Twitter en Brasil. A tag "#TheNoite" aún permaneció en el otro día, en 11 de marzo, en el primer lugar de los TTs, llegando hasta a quedar en el segundo lugar de los asuntos más comentados en el mundo.

### Parodia
La RedeTV!, en su programa Muito Show, lanzó una sátira del The Noche, donde el humorista y apresentador del programa Vinícius Vieira hace lo personaje Danilo Sem Crise, que presenta el Pher Noite. El cuadro aún cuenta con el Gordinho Coruja, sátira del locutor Diguinho Coruja. Danilo Gentili, al quedar sabiendo de la sátira, comentó en su perfil del Twitter: "Allá viene... mira allá...".

## Audiencia
A estrena del The Noite garantizó el vice-liderazgo para el SBT en el rango de las 00h05 a la 1h04, posición que la emisora jamás había alcancado antes. Según datos consolidados del Ibope, el talk show estrenó con 6,1 puntos de media y 7,5 de pico. Rede Globo, en el mismo horario, marcó 13 puntos de media durante la presentación de la película Brigada A en la Tela Quente,  a la vez que la Rede Record marcó 2 puntos con la serie La Nueva Super Máquina y la Band marcó también 2 con la película Una loca película de Esparta. El punto de share (número de televisores sintonizados en el canal) quedó en el rango de los 18%. El número es 44% mayor se comparado a la audiencia de estrena del nuevo Agora É Tarde, presentado por Rafinha Bastos, que estrenó con cuatro puntos en 5 de marzo. Cada punto de audiencia equivale a cerca de 65 mil domicilios en la Grande São Paulo. Se puede afirme entonces que, en el fin de las cuentas, Danilo dobló la usual audiencia de las noches de segunda de la emisora de Silvio Santos.
En su segundo día de la liberación en las primeras horas del miércoles, Gentili entrevistó cantante mexicana Dulce María, además de tener un cameo de Livia Andrade en el pub del programa. La atracción registró excelentes índices de audiencia en la madrugada, dejando el liderazgo aislado del Gran São Paulo. El programa registró un promedio de 5,7 puntos con un pico de 7,3, por lo tanto, frente al Globo, que registró un promedio de 4 puntos con picos 6. Las otras estaciones de la competencia, de Record y Band, se quedaron con una sola el punto medio en el Ibope. Durante un intervalo de 14 minutos donde The Noite y Agora É Tarde compitió, el atractivo de SBT registró 5.8 puntos contra 1.0 de la Band.
La tercera edición registró el mejor desempeño del programa desde suya estrena y continuó en el vice-liderazgo absoluto, habiendo quedado en el primer lugar por casi treinta minutos. Según datos consolidados del Ibope, con la participación de la ancla del noticiero SBT Brasil Rachel Sheherazade, el The Noite, que fue al aire de las 00h14 a las 01h07, batió su récord de audiencia y cerró con 6,8 puntos de media y 9,7 de pico. En el mismo horario, a Globo quedó en el liderazgo general con 7,5 puntos de media, siendo que la Record quedó con sólo 2,1 y, en la cuarta colocación, la Band quedó con 1,2 puntos de media.
En el cuarto programa, con la presencia de la apresentadora Palmirinha, el The Noche siguió con su público cautivo cerrando en el segundo lugar aislado del Ibope, teniendo aún alcanzado el liderazgo durante 1 minuto, a las 00h58, continuando, de este modo, con una óptima audiencia. Exhibido el día 13 de marzo entre 00h28 y 01h29, la atracción terminó en la segunda colocación con 5,9 puntos de media y pico de 7,4, en consonancia con datos consolidados del Ibope. En el enfrentamiento, a Globo quedó en la primera colocación con seis puntos de media, seguida de la Record, en tercero, con 2,3 de media, y la Band, en el cuarto lugar, con 2,2 de media.
Para cerrar la primera semana de exhibición, en la quinta edición, el programa alcanzó 5,5 puntos de media y 6,9 de pico con la presencia de Rey Biannchi y los integrantes del Arena SBT, nueva atracción de las noches de sábado de la emisora. A pesar de haber sido el más pequeño índice de la semana de estrena, Danilo garantizó el vice-liderazgo con folga al SBT, colocándose, en la mayoría de las veces, a uno o dos puntos de distancia de la Globo, lo que fue considerado un desempeño extraordinario para este rango de horario. Con eso, el The Noche terminó su primera semana con media de 6 puntos, ante 8 de la Globo, 2 de la Record y 1 de la Band. Es prácticamente el doble del que el SBT acostumbraba alcanzar en el horario con el Jornal do SBT y el talk show Gabi Quase Proibida.
La segunda semana de exhibición, el The Noite enfrentó por primera vez el Programa do Jô, que volvía para la programación de la Globo tras tres meses. La repercusión de Gentili siguió en alta y, el día 18 de marzo, martes, en el primer enfrentamiento directo entre las dos atracciones, su programa conquistó el liderazgo al marcar 5,3 puntos de media y 6,5 de pico, dejando el segundo lugar para el veterano Jô Soares, con cuatro puntos. Después de la primera victoria, Danilo dijo:
El liderazgo del programa continuó hasta el final de la segunda semana de exhibición, venciendo Jô en todos los nuevos enfrentamientos directos de los dos programas.

## Evaluación y críticas
En la opinión del periodista y crítico de televisión Maurício Stycer, a estrena del The Noite fue, de un modo general, muy buena. El capricho de la producción, el cuidado con el guion y la seguridad de Gentili contribuyeron para el late-night causar una óptima impresión. Ya Nirlando Beirão, de la revista CartaCapital, dijo que el programa mimetiza el clásico talk show de los americanos. Según él, la grosseria intrínseca de una personalidad doentia promete a Gentili un luminoso futuro en la TV. Para Wallace Carvalho, del Famosidades, "la apertura acordó bastante el Saturday Night Live [versión brasileña] comandado por Rafinha Bastos en la RedeTV!. Del stand-up con la extensa lista de agradecimientos al posicionamiento de la banda en el escenario: todo remitía al extinto humorístico. Otra inspiración de los cenógrafos que crearon el proyecto fue el talk show americano comandando por Jimmy Fallon. De la mesa de madera al sofá azul. Estaba todo allá".

## Controversias
La Rede Bandeirantes entró en la Justicia contra Danilo Gentili. En la acción, la Band pide que determine en carácter emergencial la prohibición de la estrena de Danilo Gentili en cualquier emisora, exige la vuelta del apresentador en cinco días a los estudios de la emisora y cobra el pago de multa por quiebra de contrato. En diciembre de 2013, Gentili, que era contratado de la Band hasta el final de 2014, firmó junto con casi todo el equipo y elenco del Agora É Tarde con el SBT. En 24 de febrero, el juez Henrique Maul Brasilio de Souza, de la 18ª Vara Cível de São Paulo, negó los pedidos de la Band, que recurrió al Tribunal de Justicia del Estado de São Paulo. El objetivo, esta vez, era impedir a estrena del The Noite. La decisión del TJ-SP, sin embargo, salió tras la estrena y fue contraria a los intereses de la Band.
En la quinta edición del The Noite, el SBT cortó parte de la entrevista del músico y humorista Rey Biannchi que fue al aire en 14 de marzo en la cual el invitado xingava el expresidente Lula y la actual, Dilma Rousseff. La decisión del corte, según el SBT, partió del director del programa, Marcelo Zacariotto, que halló la ofensa "innecesaria" y "fuera de contexto". Aún en consonancia con la emisora, "el objetivo del programa no es hablar apenas de los otros". Rey Biannchi, que también participó del especial de Navidad del Agora É Tarde que fue vetado por la Band, cuando aún era comandado por Gentili, defendió el corte.
Durante la entrevista del periodista Jorge Kajuru, en la segunda semana de la ventana del programa, el polémico periodista bromeó el músico Lobão, que despotricaba contra el Agora É Tarde de Rafinha Bastos para haber tenido parte de sus respuestas censuradas por la Band. Ocurre, sin embargo, que Kajuru también tuvo discursos cortadas durante su conversación con Danilo Gentili. El presentador criticó al gobernador de Goiás, Marconi Perillo, y el diálogo no hizo aire. De acuerdo con el SBT, el problema se debía a que los ataques son más "fuera de contexto", informa la columna "Outro Canal". A pesar de la corte, la red se emitió el momento Kajuru llamó al presidente Rousseff de "vergonzosa" y dijo que la Band "está dando que recibimos", al tiempo que criticaba los competidores de la red de Silvio Santos y Globo.
La prensa internacional destacó de forma negativa la entrevista hecha con la cantante Sky Ferreira en el programa exhibido en 10 de junio de 2014, en relación a una pregunta hecha por Gentili: "Usted cree que todo el mundo está adorando la música a causa de su trabajo o a causa de la portada?", indagou el apresentador, refiriéndose a la portada del álbum "Night Time, My Time", en la cual Sky aparece desnuda de la cintura para cima y con uno de los senos a la muestra. El comediante Léo Lins entonces tradujo y, en el final, al hablar de la portada, dijo "y a causa de los pechos, es claro". Sky rio y respondió: "Creo que es a causa de la música, pero ayuda si usted sea un pervertido". La web estadounidense Pitchfork, una publicación sobre música, repercutió la entrevista mencionando la pregunta "muy extraña" y clasificando el entrevistador de "rude", sin dejar claro se la referencia era la Gentili o la Lins. Lo también estadounidense The Huffington Post criticó la pregunta, llamándola de inapropriada, "Entrevistadores, tomad nota: Eso es cómo usted NO debe entrevistar una artista mujer, o cualquier artista, de hecho. Sky Ferreira tuvo la infeliz experiencia como invitada de un programa brasileño". La revista británica NME clasificó la pregunta de "grosera", mientras la web británica Gigwise llamó la entrevista en el comienzo de su materia de "muy extraña", escribiendo "De tarde en tarde, aparece una entrevista con un artista que es tan extraña que es hasta difícil de ver. Esta vez, fue Sky Ferreira que sufrió". La web estadounidense Stereogum también clasificó la entrevista como "extraña", diciendo en el primer párrafo de su texto que "Sus años en el sistema de pop adolescente dentro de una grande gravadora, Sky Ferreira probablemente enfrentó todo tipo de indignidades, pero creo que nada en su pasado puede compararse a la reciente aparição de ella en el talk show brasileño 'The Noite'".
También en junio, una piada hecha por Léo Lins repercutió internacionalmente. El comediante dijo sobre la fama de Colombia en producir cocaína y la sorpresa por el cual ningún jugador colombiano fue flagrado en el examen antidopaje, durante la Copa del Mundo FIFA de 2014, "Lo Uruguay va a jugar contra Colombia. Mucha gente halló sorprendida a Colombia quedar en primero. Para mí, la sorpresa fue ningún jugador colombiano ser cojo el doping. Y Uruguay y Colombia es un juego perfecto: uno fabrica la droga y otro legalizó. Entonces, ahora está óptimo. Yo creo que, independientemente del resultado del juego, el victorioso será el tráfico". La web El Colombiano clasificó de insulto a la Selección Colombiana de Fútbol y una especie de burle sobre la difícil situación que vive el país. En el Twitter, Gentili parabenizou Léo Lins "por más una piada que volcó noticia internacional". Algunos colombianos no les gustó de la piada y también reaccionaron en el Twitter.